# Джино Фехнер
Джино Фехнер (нім. Gino Fechner, нар. 5 вересня 1997, Бохум, Німеччина) — німецький футболіст, півзахисник клубу «Веен».

## Ігрова кар'єра

### Клубна
Джино Фехнер народився у місті Бохум і свою професійну футбольну кар'єру починав у молодіжній команді місцевого клубу. У 2015 році футболіст перебрався до молодіжного складу клубу Бундесліги «РБ Лейпциг». Де провів два сезони, виступаючи за другий склад у Регіональній лізі. У 2016 році Фехнер був заявлений до першої команди «Лейпцига» але не зіграв жодного матчу в основі.
І перед початком сезону 2017/18 Фехнер як вільний агент перейшов до клубу «Кайзерслаутерн», з яким у першому ж сезоні вилетів з Другої Бундесліги і наступні два сезони грав у Лізі 3. Ще один сезон футболіст провів також у Третій лізі у клубі «Юрдінген 05». Влітку 2021 року півзахисник перейшов до клубу «Веен», з яким у сезоні 2022/23 виграв плей-офф і сезон 2023/24 провів у Другій Бундеслізі.

### Збірна
У 2017 році Джино Фехнер брав участь у молодіжному чемпіонаті світу у Південній Кореї.